# Doki Doki Literature Club!
Doki Doki Literature Club! (DDLC) es un videojuego de terror psicológico desarrollado por Team Salvato. Fue lanzado el 22 de septiembre de 2017 para Microsoft Windows, macOS, y Linux, y más tarde el 6 de octubre para Steam. La historia sigue a un estudiante de preparatoria que se une al Club de Literatura de la escuela e interactúa con sus cuatro miembros. El juego ofrece una historia, en su mayoría lineal, con algunas escenas alternas y finales dependiendo de las decisiones tomadas por el jugador. A pesar de su apariencia inicial como un inocente juego de citas, finalmente se revela como un juego de terror psicológico que involucra el uso intensivo de la cuarta pared.
El juego fue desarrollado en un periodo estimado de dos años por un equipo liderado por Dan Salvato, conocido anteriormente por su trabajo de modding para Super Smash Bros. Brawl por medio de Project M. Según Salvato, la inspiración para el juego surgió de sus sentimientos mixtos hacia el anime y de una fascinación por las experiencias surrealistas e inquietantes. En el momento de su lanzamiento, Doki Doki Literature Club! recibió elogios de la crítica por sus elementos metaficcionales y de terror, con PC Gamer que calificó de «uno de los juegos más sorprendentes del año.»
El 11 de junio de 2021, en el evento "Summer of Gaming" de IGN se anuncia Doki Doki Literature Club Plus! desarrollado por Team Salvato y distribuido por Serenity Forge para PlayStation 4, PlayStation 5, Xbox One, Nintendo Switch y PC vía Steam y la Epic Games Store, que nos trae contenido adicional que enriquece la experiencia de juego con más de 100 ilustraciones nuevas. Estas incluyen contenido detrás de escenas, una nueva banda sonora con canciones adicionales, una nueva interfaz similar al de una computadora para optimizar el gameplay original en consolas, y nuevas historias alternativas que cuentan diversos acontecimientos no canónicos que afectan en las relaciones de las 4 protagonistas. El juego fue lanzado el 30 de julio en América y Europa con dos versiones, una digital y una edición física especial para PlayStation 4, PlayStation 5 y Nintendo Switch. El juego fue lanzado en Asia, tanto en formato físico como en digital, el 7 de octubre de 2021 por medio del distribuidor japonés PLAYISM y por Serenity Forge. Doki Doki Literature Club Plus! cuenta con textos en Inglés, Español de América Latina, Español Castellano, Francés, Alemán, Italiano, Ruso, Portugués de Brasil, Chino Simplificado, Chino Tradicional, Japonés y Coreano.

## Jugabilidad
Doki Doki Literature Club! es una novela visual, y como tal, la mayoría de la jugabilidad consiste en que el jugador lea la historia adoptando un papel que, en principio, parece no tener mucho impacto con relación a la dirección que toma la trama. 
En ciertos momentos del juego, el jugador es incitado a tomar decisiones que pueden afectar al progreso de la historia. El juego también incluye un mecanismo de escritura de poesía como parte del club de literatura. Al jugador se le da una lista de varias palabras para seleccionar las que formarán parte de su poema. Cada chica del Club de Literatura tiene preferencias distintas en cuanto palabras y reacciona cuando el jugador escoge una que le gusta. Escenas adicionales pueden ser desbloqueadas para cada una si el jugador escribe poemas dirigidos a los gustos de esa chica y elige las opciones de diálogo correctas. Las escenas que el jugador haya visto durante el juego determinarán el final de la historia. En un momento del juego, el jugador se ve obligado a acceder a los archivos del juego y borrar un archivo específico para conseguir uno de los finales del juego.

## Trama
En Doki Doki Literature Club! el protagonista es invitado por Sayori, su amiga de la infancia, a unirse al club de literatura de su escuela secundaria, del cual ella es vicepresidenta. Allí conoce a las demás miembros del club: Natsuki, Yuri, y la presidenta del club, Monika. El protagonista comienza a participar en las actividades del club, como escribir y compartir poesía, y puede escoger si pasar más tiempo con Sayori, Natsuki o Yuri, sin poder escoger a Monika.
En cierto momento, mientras se planifica un festival en la escuela, el personaje de Sayori revela que sufre de depresión y confiesa su amor por el protagonista. Mientras el día del festival se acerca, el poema agridulce de Sayori es reemplazado por una nota que dice repetidamente a alguien las palabras "sal de mi cabeza" y "pensamientos felices". Cuando Sayori no responde a los mensajes de texto, el protagonista va a su casa, solo para descubrir que se ha suicidado ahorcándose. Posteriormente el juego comienza a fallar y la música se distorsiona, y mientras el protagonista se pregunta si podría haber hecho algo para detener la muerte de Sayori, aparece una pantalla final y el juego se reinicia abruptamente.
El jugador es enviado de vuelta al menú principal, con todos los archivos de guardado eliminados. El juego comienza como de costumbre, pero el texto relacionado con Sayori es reemplazado con texto ilegible. El juego falla y se reinicia, sin embargo, Sayori ya no existe, su foto está pixelada o distorsionada. Pequeños fragmentos de Monika se pueden reconocer y cualquier referencia previa a Sayori es eliminada por completo o reemplazada por fallas y distorsiones de partes de los sprites de otros personajes. Una vez más, Monika invita al protagonista al club. Sin embargo, ocurren más eventos inquietantes, con los cuales el protagonista descubre que Yuri se autolesiona y Natsuki sufre de abuso doméstico. Además, el juego se niega a aceptar selecciones de conversación que no favorezcan a Monika. Antes del festival, Yuri presenta al protagonista un poema que consiste en escritura ilegible, manchas de sangre y manchas amarillas. Después de confesar su amor, aún si el protagonista corresponde o no, esta se apuñala a sí misma tres veces delante de él y muere. El protagonista pasa un fin de semana junto a su cadáver mientras observa cómo se descompone lentamente. El día lunes, al descubrir el cuerpo de Yuri, Natsuki se asusta, vomita y huye. A continuación, aparece Monika y se dirige directamente al jugador, se disculpa y borra los archivos de los personajes de Yuri y Natsuki, lo que provoca que el juego se reinicie una vez más. 
Al comenzar un nuevo juego, el protagonista aparece en una sala con Monika sentada frente a él. Monika explica que sabe que está dentro de un juego y que es capaz de manipular a su antojo los archivos para modificar las personalidades de los otros personajes o borrarlos por completo. Admite haber hecho que Sayori se sienta cada vez más deprimida y haber aumentado la personalidad obsesiva de Yuri para hacerlas parecer más desagradables y que el jugador se concentre solo en ella. Monika se había enamorado del jugador hasta caer en la obsesión. No obstante, nunca pudo confesarle su amor y siempre trató de demostrarle su afecto en vano, ya que en el juego ella no era elegible debido a su papel como personaje secundario y su función como consejera. El mismo protagonista admite que es una chica inalcanzable para él, y todo cambia cuando ella es consciente de su alrededor y se enamora, llevándola a modificar asuntos para quedarse sola con el jugador. Su tristeza y obsesión la incitan a componer una canción acerca de la frustración que sentía por no poder estar en una relación con el protagonista, ya que en varias ocasiones quería estar a solas con él para confesarle sus sentimientos. Harta de no poder hacerlo, enloquece y logra quitarse del camino a las otras tres chicas.
Finalmente ella confiesa su amor directamente, no al protagonista, sino al jugador (a la persona real). Monika se sentará y hablará con el jugador indefinidamente sobre varios temas, expresando su frustración de no poder enamorar al protagonista por tener que ver cómo él y las otras chicas interactuaban sin poder hacer nada. El jugador podrá manualmente en el directorio del juego borrar el archivo de personaje de Monika (monika.chr). Al hacer esto, el juego falla una vez más y Monika se asusta al ser eliminada. Inicialmente, Monika empieza a atacar al jugador por haberla eliminado, pero después de una pausa confiesa que lo sigue amando y lamenta todo lo que hizo. En última instancia, ella misma restaura a las otras chicas y se elimina.
El juego comienza de nuevo con Sayori, Yuri y Natsuki, todas vivas, jugando de forma similar al juego inicial. Poco después de conocer a todas, Sayori le explica al jugador que ahora que es la presidenta del Club de Literatura, sabe todo sobre el juego y lo que pasó con Monika, y que pretende quedarse para siempre con el jugador. Monika inmediatamente interviene una vez más a través de un mensaje de texto y elimina a Sayori por poner en peligro al jugador. Monika entonces comienza a cantar una canción titulada "Your Reality" (Tu Realidad, el único diálogo del juego). A su mismo tiempo, comienzan a aparecer los créditos mientras el juego se borra lentamente. Una vez acabados, el juego termina con una nota de agradecimiento de Monika, declarando que ella disolvió el Club de Literatura porque "no hay felicidad" en él.  
Sin embargo, si el jugador vio todas las escenas opcionales, lo cual requiere guardar y cargar en varios puntos del juego antes de presenciar el suicidio inicial de Sayori, se llega a un final alternativo en el que Sayori acepta su realidad y agradece al jugador con lágrimas en los ojos por intentar hacer felices a todas las chicas. Finalmente se despide, esperando que la vuelva a visitar alguna vez y concluyendo con que todas las chicas aman al jugador. Finalmente, este recibe una nota de agradecimiento del desarrollador del juego, Dan Salvato. En este caso, los archivos de los personajes de las cuatro chicas se conservarán durante el borrado de datos del juego. 
A partir de ese momento, independientemente de los dos finales que haya obtenido el jugador, la única forma de volver a jugar es configurarlo, ya sea reinstalando o eliminando el archivo firstrun del directorio del juego.

## Desarrollo y lanzamiento
Dan Salvato pasó aproximadamente dos años trabajando en Doki Doki Literature Club! en secreto antes de lanzarlo como su primer juego. Antes de su lanzamiento, Salvato era conocido por crear la extensión FrankerFaceZ para Twitch, su trabajo de modding en la escena de Super Smash Bros, y por sus niveles personalizados de Super Mario Maker.
Doki Doki Literature Club! se lanzó por primera vez el 22 de septiembre de 2017 en itch.io, y más tarde también fue lanzado en Steam. El juego está disponible como freeware con un modelo opcional de "paga lo que quieras". Pagando US$10 o más desbloquea un "Fan Pack" adicional que incluye fondos para escritorio y móvil, la banda sonora oficial del juego y un folleto de arte conceptual digital.
Salvato citó su "relación de amor-odio" con el anime como inspiración para crear el juego. Hablando sobre los elementos de terror del juego, Salvato explicó que estaba inspirado por «cosas que asustan porque te hacen sentir incómodo, no porque te meten cosas que te asustan a la cara.»

## Recepción
Después de su lanzamiento, Doki Doki Literature Club! rápidamente ganó un estatus de juego de culto.
Gita Jackson de Kotaku describió Doki Doki Literature Club! como «un juego verdaderamente especial,» agregando «si te gustan los juegos de terror, especialmente los que realmente se meten bajo tu piel, por favor echa un vistazo a Doki Doki Literature Club.» Tom Philip de GQ lo llamó «uno de los juegos más aterradores que he jugado.» Continuó elogiando la escritura del juego diciendo que contenía «algunas de las técnicas narrativas más perversamente ingeniosas que he visto en mi vida», pero comentó que a veces se sentía como «un golpe, haciendo clic en interminables cantidades de conversación tonta y coqueta sobre poesía.»
En sus primeros tres meses de lanzamiento, Doki Doki Literature Club! fue descargado más de un millón de veces.
En los premio de los mejor del 2017 de IGN, el juego ganó el People's Choice Award como el "mejor juego de PC", "mejor historia" y "mejor innovación", además de quedar nominado como "mejor juego de aventura". EGMnow colocó al juego como el decimosexto de los 25 mejores juegos del 2017. También fue nominado al "Matthew Crump Cultural Innovation Award" y al "Trending Game of the Year" en los SXSW Gaming Awards del 2018.

## Impacto cultural

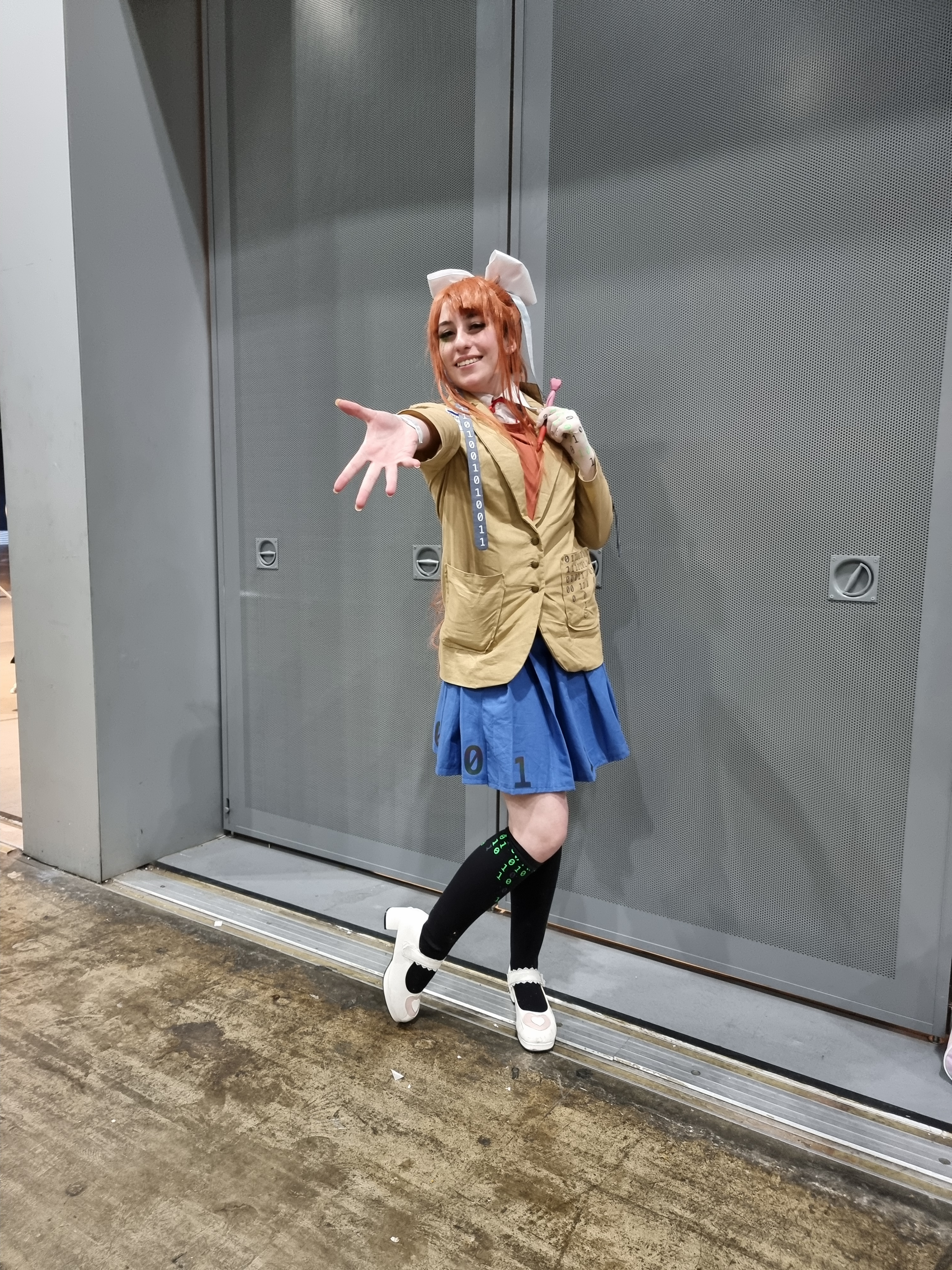
Cosplay de Monika en la Crunchyroll Expo Australia 2022 en Melbourne, Australia

En sus primeros tres meses de lanzamiento, Doki Doki Literature Club! fue descargado más de un millón de veces, y superó los dos millones de descargas aproximadamente un mes después. Ha sido objeto de Let's Play por varios YouTubers destacados como PewDiePie, Markiplier, Jacksepticeye, y Arin Hanson y Dan Avidan de Game Grumps. El juego ha inspirado numerosos mods hechos por fanes, incluido Monika After Story, que también está hecho con el motor Ren'Py. Dan Salvato ha reaccionado positivamente a los mods hechos por fanes, afirmando que «gracias al motor Ren'Py, DDLC es excelente y muy accesible para realizar modding, algo que esperamos que continúe durante los próximos años».
Monika fue bien recibida por los fanáticos del juego, convirtiéndose en uno de los personajes más populares del juego, y se crearon varios memes (como «Just Monika») sobre ella. Salvato se sorprendió por la recepción positiva y la popularidad masiva de Monika, afirmando que no esperaba que se volviera tan popular. De los memes sobre el juego, Salvato criticó «Trapsuki», una teoría de que Natsuki es en realidad transgénero, debido a sus hombros anchos y pecho pequeño, y que aquellos que sienten afecto hacia ella estaban «cayendo en una trampa» («trampa» siendo trap en inglés, de ahí su nombre), calificando el meme de «realmente irrespetuoso» y afirmando que «no le gusta bromear sobre el sexo/género de las personas, mucho menos tratar de convencer a los demás de que no es lo que piensan».